# Eupselia anommata
Eupselia anommata är en fjärilsart som beskrevs av Turner 1898. Eupselia anommata ingår i släktet Eupselia och familjen plattmalar. Inga underarter finns listade i Catalogue of Life.